# 포스포엔올피루브산
포스포엔올피루브산(영어: phosphoenolpyruvate)은 피루브산의 엔올형과 인산으로부터 유도된 인산 에스터(인산 에스테르)로 줄여서 PEP라고도 한다. 포스포엔올피루브산은 생화학에서 중요한 중간생성물이다. 포스포엔올피루브산은 생물체에서 발견되는 가장 높은 고에너지 인산 결합(−61.9 kJ/mol)을 가지고 있으며, 해당과정과 포도당신생합성에 관여한다. 식물에서는 다양한 방향족 화합물의 생합성과 탄소 고정에 관여하고, 세균에서는 인산기전이효소(phosphotransferase) 시스템을 위한 에너지원으로 사용된다.

## 해당과정에서
|  |

포스포엔올피루브산(PEP)은 엔올레이스에 의해 2-포스포글리세르산(2PG)로부터 생성된다.
|  |

피루브산 키네이스에 의해 포스포엔올피루브산이 피루브산으로 전환되는 반응에서 기질수준 인산화를 통해 ATP가 생성된다. ATP는 세포 내에서 화학 에너지의 주요 전달 분자이다.

## 포도당신생합성에서
포스포엔올피루브산 카복시키네이스(PEP carboxykinase)에 의해 옥살아세트산과 GTP는 포스포엔올피루브산, CO2, GDP로 전환된다. 이 반응은 포도당신생합성의 속도 제한 단계이다.
GTP + 옥살아세트산 → GDP + 포스포엔올피루브산 + CO2

## 식물에서
포스포엔올피루브산은 시키미산 경로를 통한 코리슴산의 합성에 사용될 수 있다. 코리슴산은 방향족 아미노산(페닐알라닌, 트립토판, 티로신)과 다른 방향족 화합물로 대사될 수 있다. 첫 번째 단계는 3-디옥시-D-아라비노헵툴로손산 7-인산 생성효소(3-deoxy-D-arabinoheptulosonate-7-phosphate synthase, DAHP synthase)에 의해 촉매되는 포스포엔올피루브산과 에리트로스 4-인산이 반응하여 3-디옥시-D-아라비노헵툴로손산 7-인산(DAHP)을 형성하는 단계이다.
|  |

또한, C4 식물에서 포스포엔올피루브산(PEP)은 탄소 고정에서 중요한 기질로 작용한다. 포스포엔올피루브산 카복실화효소(PEP carboxylase)가 촉매하는 화학 반응식은 다음과 같다.
포스포엔올피루브산 + HCO3−  →  옥살아세트산

## 같이 보기
- 피루브산